# شترودل
الشترودل هو نوع من المعجنات يتكون من طبقات من العجين محشوة بحلى. اشتهر في القرن الثامن عشر خلال ملكية هابسبورغ. ويعتبر من أطعمة المطبخ النمساوي.
أقدم وصفة للسترودل تعود لعام 1696م، في أحد كتب مكتبة فيينا. كما انحدرت هذه الأكلة من المعجنات الشرقية المشابهة كالبقلاوة.

## التسمية
تنحدر الكلمة من الكلمة الألمانية Strudel، والتي تعني حرفيّاً في الألمانية القديمة الدردور أو الدوامة الاضطرابية.
يُعرف السترودل في هنغاريا بالريتز، وفي كرواتيا بالإستروديل، سترودلا أو السافيجكا، وفي البوسنة والهرسك وصربيا بالسترودلا أو السافيجكا، في سلوفينيا بالإسترودلج أو الزافيتك، في التشيك بالزافن أو الستردل، في بولندا سزتركلا أو ستركلا، ورومانيا بالستردل، وسلوفاكيا ستردلا أو زافن.

## المعجنات

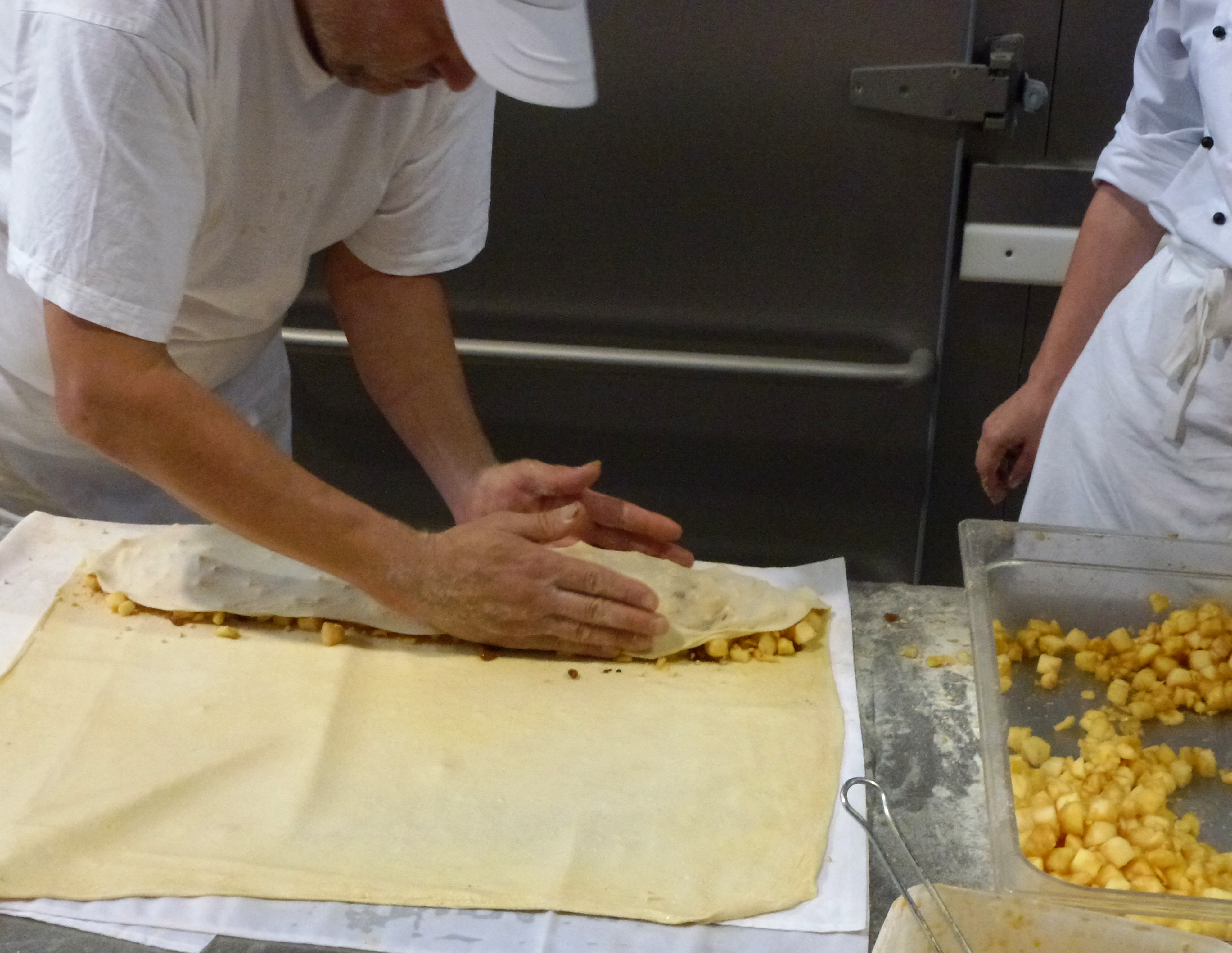
يُفرد العجين حتى يصبح رقيقاً ثم يُحشى ويُلف.

الشكل الشائع للشترودل هو شترودل التفاح ومن ثم يأتي شترودل الجبن وشترودل القشطة. أنواع الشترودل الأخرى تتضمن كرزاً حامضاً، أو كرزاً حاليّاً، وتحشى بالمكسرات.

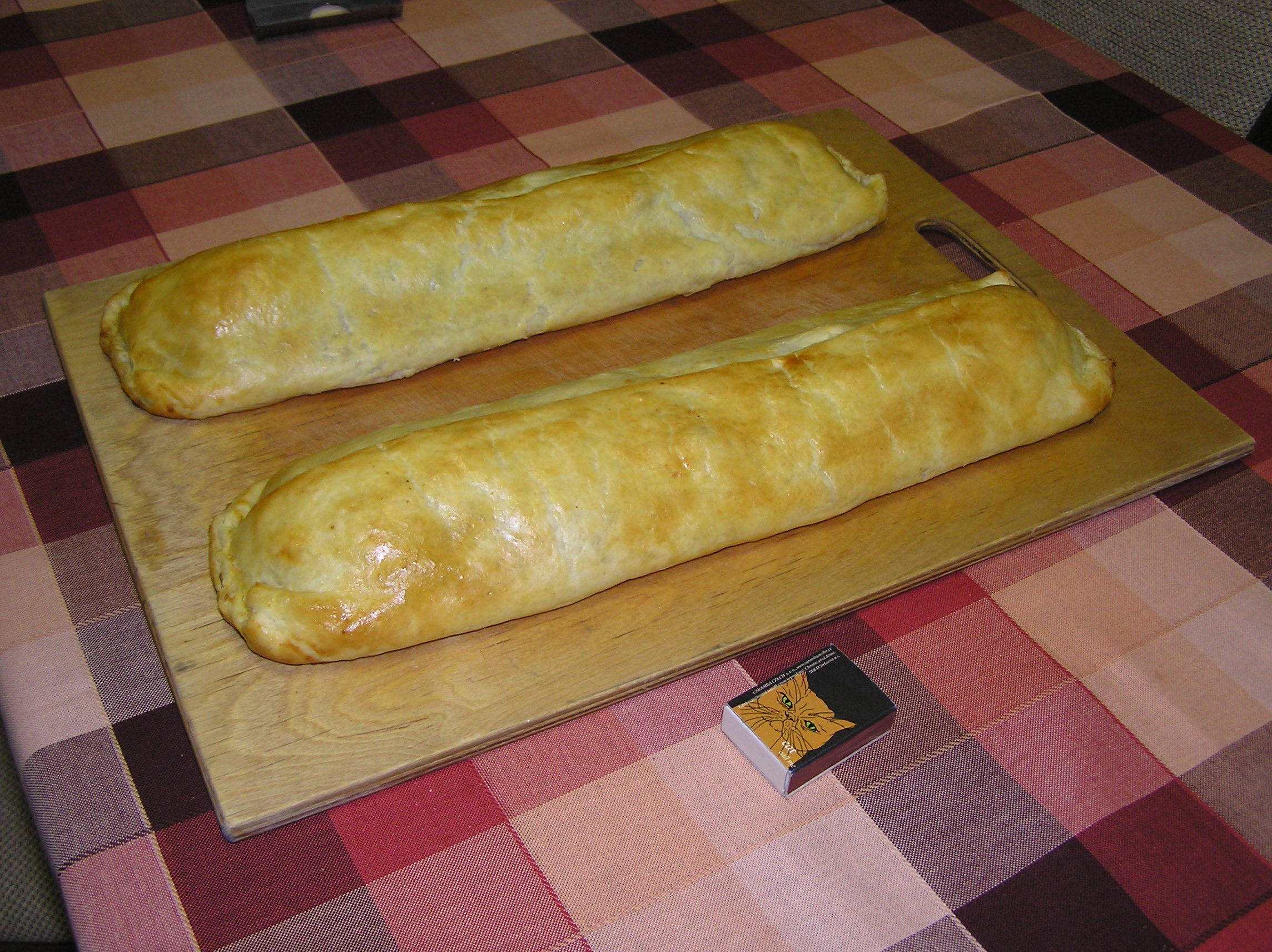
رغيفيّ ستردل.

## التحلية والإضافات
التفاح المحلي يختلف غالباً حسب الأذواق ومن منطقة لمنطقة.